# Comarch AG
Die Comarch AG (ehemals SoftM Software und Beratung AG) mit Hauptsitz in München ist ein Anbieter von selbst entwickelten IT-Produkten und Dienstleistungen für den Mittelstand und große Unternehmen. Muttergesellschaft ist die Comarch S.A. mit Hauptsitz in Krakau. Das Unternehmen war bis 2012 an der Frankfurter Wertpapierbörse notiert.

## Geschichte
1973 wurde die SoftM Software und Beratung AG gegründet und 1998 an der Frankfurter Börse notiert. 
2008 erwarb die Comarch S.A. über ihre Tochtergesellschaft Comarch AG in Dresden die SoftM Software und Beratung AG. Im Juni 2010 fand die Umfirmierung in die Comarch Software und Beratung AG statt.
Im Geschäftsjahr 2022 ist die Comarch AG rechtswirksam mit Eintragung im Handelsregister mit der Comarch Software und Beratung AG verschmolzen. Seit Oktober 2023 firmiert die Gesellschaft unter dem Namen Comarch AG. Die zwei deutschen Hauptstandorte der Comarch AG befinden sich in München und Dresden. Die Comarch AG unterhält darüber hinaus folgende Standorte in Deutschland: Berlin, Bremen, Hamburg, Hannover und Münster. Das durch die Verschmelzung erweiterte Portfolio der neuen Comarch AG umfasst IoT, CRM & Marketing, E-Invoicing, Data Center Services, Cloud Services, Datenaustausch & Dokumentenmanagement u. v. m. In Dresden betreibt die Gesellschaft seit 2013 ein eigenes Data Center.
In Deutschland, Österreich und der Schweiz verfügt Comarch insgesamt über 11 lokale Standorte vor Ort.

## Produkte
Neben eigener Softwareentwicklung liegt der Tätigkeitsschwerpunkt von Comarch in Deutschland im Vertrieb von IT-Komplettlösungen und IT-Dienstleistungen für mittelständische und große Unternehmen. Diese Lösungen und Dienstleistungen umfassen:
- Enterprise Resource Planning
- Elektronischer Datenaustausch
- Loyalty Marketing
- Business Intelligence
- Industrie 5.0
- weitere IT-Dienstleistungen
- Rechenzentrumsleistungen
- und Beratung.

Der Anbieter setzt verstärkt auf Cloud-Computing und Software-as-a-Service-Modelle. Unternehmen aus den Branchen Handel, Fertigung u. a. wie Hermes Germany, Lidl oder KiK haben Comarch-Lösungen im Einsatz.
Aktuelle Comarch Produkte
- Comarch ERP Enterprise – ein webbasiertes, Multisite-fähiges ERP-System für mittelständische und Großunternehmen sowie ergänzend ein breites Portfolio voll integrierter Speziallösungen[4]
- Comarch E-Invoicing - eine Lösung für die Automatisierung von AP-/AR-Prozessen und den Austausch von elektronischen Belegen[6]
- Comarch EDI – eine Lösung für den automatischen Datenaustausch mit Lieferanten und Kunden über eine zentrale, Cloud-basierte Plattform
- Comarch Loyalty Marketing – eine KI-gestützte Kundenbindungsplattform für Kundenbindungsmanagement
- Comarch ICT – ein Lösungsportfolio in den Bereichen Data Center Services, Cloud Services und Managed IT Services